# Лакоба, Нестор Аполлонович
Не́стор Аполло́нович (Чичуевич) Лако́ба (1 мая 1893, с. Лыхны, Сухумский округ, Кавказское наместничество, Российская империя — 28 декабря 1936, Тбилиси) — государственный деятель советской Абхазии.
Лакоба был плохослышащим, его называли «Адагуа» («Глухой»).
С февраля 1922 года — председатель СНК, а с апреля 1930 года — также председатель ЦИК Абхазской ССР.
По словам самого Сталина, считался его ближайшим и лучшим другом.

## Биография
Родился в крестьянской семье. За несколько месяцев до его рождения был убит его отец.
Учился в церковно-приходской школе, а затем в родном селе окончил двухклассную школу. С детства был весьма способным.
Окончил Тифлисское духовное училище, где учился в 1905—1910 годах. Затем там же поступил в духовную семинарию, откуда в 1911 году был исключён за революционную пропаганду.

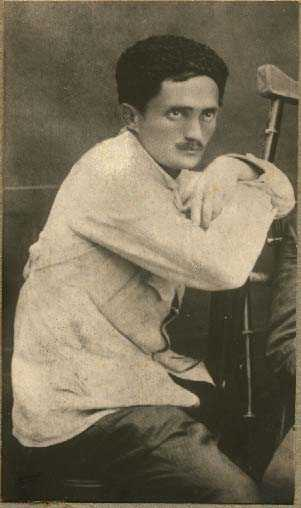
Нестор Лакоба, 1910 год

В 1911 году приехал в Батум, где занимается самообразованием и сначала репетиторством, а позже устроился санитаром в городскую управу. В сентябре 1912 года вступил в РСДРП(б). Вёл партийную работу в Аджарии, будучи вынужден её покинуть, некоторое время находился в Абхазии, затем — в Грозном. Там работал в отделении Волжского-Камского банка.
В мае 1915 года экстерном окончил Грозненское реальное училище. В 1916 году приехал в Харьков и поступил на юридический факультет Харьковского университета, однако был вынужден оставить учёбу и вернулся в Абхазию. Там устроился чертёжником на строительстве железной дороги и к концу 1916 года основал большевистскую организацию. В апреле 1917 года в родном селе Лыхны на крестьянском сходе был избран гудаутским участковым комиссаром. В мае 1917 года делегат 1-го Кавказского краевого съезда Советов. Участвует в борьбе против меньшевиков. Организатор в декабре 1917 года крестьянской боевой дружины «Киараз» и её руководитель.
В 1918 году являлся одним из руководителей восстания против грузинского меньшевистского правительства, заместителем председателя Сухумского военно-революционного комитета, организатором партизанского отряда. В конце 1918 года меньшевистским правительством заключён в тюрьму в г. Сухум, весной 1919 года выслан за пределы Грузии.
В 1920 году по поручению Кавказского бюро ЦК РКП(б) руководил нелегальной большевистской организацией в оккупированном английскими войсками Батуми, был уполномоченным Кубано-Черноморского ревкома по делам горцев.
По личному поручению Ленина вместе с Ефремом Эшбой ездил в Турцию в 1921 году, там они находились с декабря 1920 года по март 1921 года, они активно участвовали в подготовке договора (Московский договор (1921)) между Национальным собранием Турции (Кемалем Ататюрком) и РСФСР на выгодных для РСФСР условиях. После этой поездки Нестора Лакоба рекомендовали послом РСФСР в Турции.
По утверждению историка Станислава Лакобы, Нестор Лакоба назвал своего сына Рауфом (1922—1941) в честь Рауфа Орбая.
6 марта 1921 года в Сухуме был сформирован высший законодательный и распорядительный орган власти — Ревком Абхазии в составе Ефрем Эшба (председатель), Нестор Лакоба и Николай Акиртава. Лакоба — заместитель председателя ревкома Абхазии, нарком военно-морских сил Абхазского правительства.

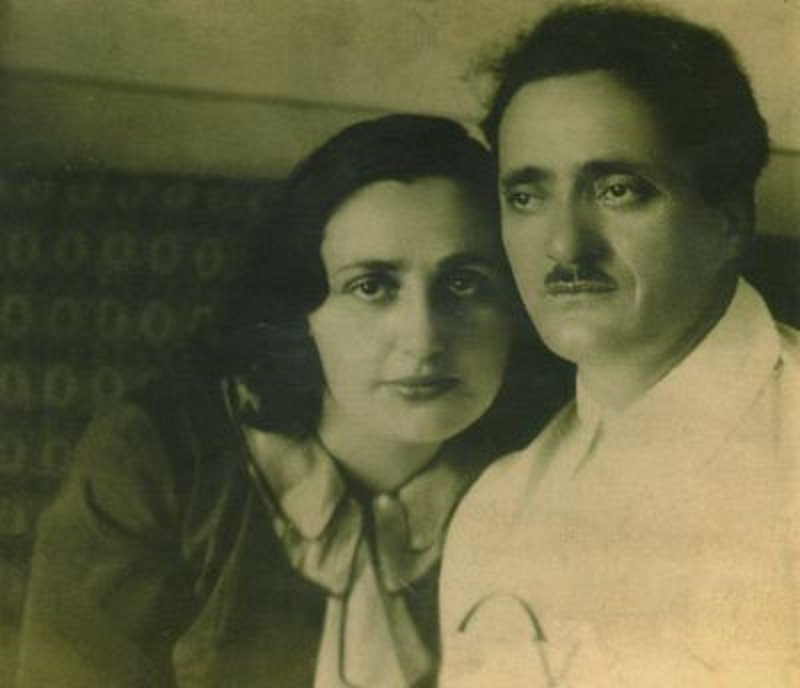
Нестор Лакоба с супругой Сариёй

В 1921 году Лакоба вступил в брак с Сариёй Джих-оглы, в доме родителей которой он скрывался в 1920 году от английских оккупационных властей. Отмечается, что семья Джих-оглы была настроена против брака, однако Берия и Орджоникидзе сумели их примирить.

В Сухуме [уже] только в приёмной предсовнаркома можно получить представление о крестьянской самобытной Абхазии. К т. Лакобе или, как его попросту крестьяне называют в глаза и за глаза, — к Нестору идут со всяким делом, минуя все инстанции, в уверенности, что он выслушает и рассудит. Предсовнарком Абхазии т. Лакоба пользуется любовью крестьян и всего населения. Тов. Зиновьев, когда был в Абхазии, пошутил, что Абхазию следовало бы переименовать в Лакобистан.— Зинаида Рихтер. «Кавказ наших дней» (1924 г.)
Председатель Совета Народных Комиссаров Абхазии (1922—1930). В 1930 году в Абхазии был упразднён Совет народных комиссаров. Нестор Лакоба был избран председателем Центрального исполнительного комитета республики. Председатель Центрального Исполнительного Комитета Абхазии (1930—1936).

Это первое имя в Абхазии. Нестор Лакоба — первый хозяйственник замечательной Абхазской республики. В лице его настороженность и озабоченность: «Методы, методы нужны другие. Разве можно подходить ко всем явлениям одинаково?..» Тов. Лакоба беспрерывно разъезжает по Абхазии, думает, работает, ищет людей, вычисляет и почти никогда не бывает доволен достигнутыми успехами.— Ефим Зозуля, «Огонёк», 1934
Лакоба способствовал выдвижению Берии с чекистской на партийную работу, его переходу в конце 1931 года с должностей председателя Грузинского и Закавказского ГПУ на пост сначала второго, затем (с конца 1932 года) первого секретаря Закавказского крайкома ВКП(б) и 1-го секретаря ЦК КП(б) Грузии. Однако уже на следующий 1932 год отношения Лакобы и Берии разладились.
Лакоба стремился к отделению Абхазии от Грузии, её включению в состав РСФСР, о чём свидетельствуют и воспоминания Давлета Кандалии.
Конец 1935 года отмечен большим вниманием Сталина к Лакобе, ему предлагался перевод в Москву, от которого он отказывался. По утверждению Станислава Лакобы, Нестору Лакобе предлагался пост наркома внутренних дел, который занимал тогда Генрих Ягода, и это предложение Сталина оставалось актуальным до августа 1936 года.
Лакоба присутствовал на Чрезвычайном VIII Всесоюзном съезде Советов (25 ноября — 5 декабря 1936), принявшем новую Конституцию СССР, после чего задержался в Москве.

## Гибель
После VIII Всесоюзном съезде Советов в декабре 1936 года Лакоба возвратился в Абхазию. Спустя несколько дней он был срочно вызван в Тбилиси на собрание партийного актива, куда выехал вечером 26 декабря, где остановился в гостинице «Ориент». Утром 27 декабря у Лакобы с Берией произошёл конфликт, после чего он вернулся в свой номер в гостинице. Вечером позвонила мать Берии и попросила Лакобу прийти на ужин, после чего Лакоба и Берия с супругой посетили театр, который Лакоба оставил после первого акта: во время спектакля его самочувствие сильно ухудшилось и его начало рвать. Лакобу привезли в гостиницу, где он умер. Ряд исследователей считает, что во время ужина в доме Берии Лакоба был отравлен. Утверждают, что перед смертью Лакоба называл Берию своим убийцей.
По свидетельству Давлета Кандалии, шофёра-охранника Нестора Лакобы с 1933 года, находившегося вместе с ним и в день его гибели: «27 числа его пригласили в дом Сухишвили… Я его туда привёз. Он мне говорит: „Езжай в гостиницу. Жди моего звонка“. Я вернулся в гостиницу, никаких звонков очень долго не было. Наступил поздний вечер. Вдруг его на руках вносят. Всего грязного… Я Лакобу разными простынями вытер, переодел. Тут он глаза открывает, знак рукой делает. Я к нему подошёл. А он мне имя убийцы шепчет». По утверждению Давлета Кандалия, Лакоба дал ему тогда последнее задание — убить своего убийцу Берию.

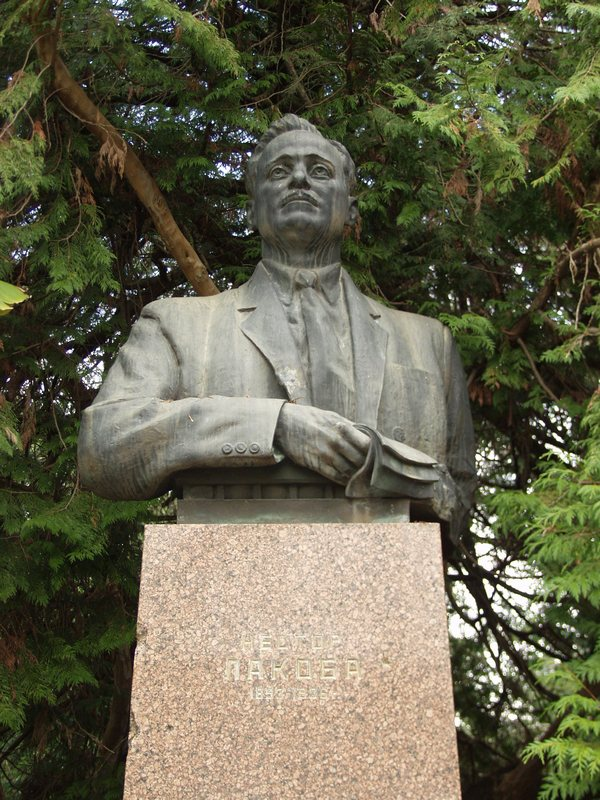
Памятник в Сухумском ботаническом саду

Согласно правительственному сообщению, «28 декабря 1936 г. в 4 часа 20 минут утра в Тбилиси от сердечного приступа скончался председатель ЦИК Абхазской АССР Н. А. Лакоба». В тот же день с ним состоялось прощание в Тбилиси, а вечером тело было отправлено поездом в Сухуми.
«Скоропостижно скончался старый, испытанный большевик, неутомимый руководитель социалистического строительства Абхазии товарищ Нестор Аполлонович Лакоба», — сообщала «Правда» 29 декабря.
По формулировке СИЭ: «В обстановке культа личности Сталина погиб в результате коварных действий Л. Берии».
«Официально было объявлено, что он умер от „грудной жабы“ … Только самые близкие шептались, что на самом деле руководитель Абхазии был убит — отравлен во время ужина в доме Лаврентия Берии в Тбилиси, куда был приглашён после серьёзной ссоры, якобы ради примирения», — передаёт М. Перевозкина распространённую версию.
Тело Лакобы привезли в Сухуми 1 января 1937 года. Отмечается, что во время первого вскрытия в Тбилиси из трупа были удалены внутренности. Утверждается, что Иван Григорьевич Семерджиев, личный врач Лакобы, бывший нарком здравоохранения Абхазии, после вскрытия тела сделал заключение, что тот отравлен цианистым калием.
Лакобе устроили торжественные похороны в Сухуми, на которые собралось свыше десяти тысяч человек. Отмечают, что не было телеграммы от Сталина.
Тело забальзамировали и упокоили в специально сооружённом склепе в Ботаническом саду.
Был членом ЦИК Грузинской ССР, ЦИК ЗСФСР, ЦИК СССР, членом бюро ЦК КП Грузии.

## «Враг народа»

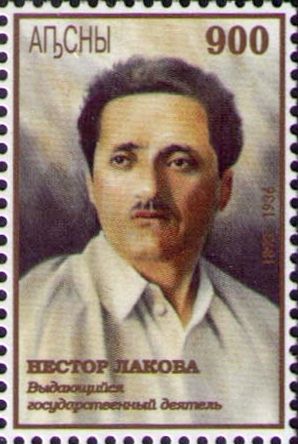
Нестор Лакоба на почтовой марке Республики Абхазия, 1997 год

В 1937 году, уже после смерти, Лакобу объявили «врагом народа» из-за обвинения в том, что в 1929 году он помог Троцкому (которого принимал в Абхазии в 1924 и 1925 годах) бежать из Сухума в Турцию.
Троцкий в своих «Портретах революционеров» вспоминал о нём: «Это был совсем миниатюрный человек, притом почти глухой. Несмотря на особый звуковой усилитель, который он носил в кармане, разговаривать с ним было нелегко». Троцкий также отмечал, что никогда не вёл с ним «политических бесед», характеризовал его как «человека большого мужества, большой твёрдости».
С объявлением его врагом народа в одну из ночей его тело было перезахоронено из Ботанического сада на Михайловское кладбище. Супругой Лакобы тело было тайно перезахоронено в селе Лыхны, родовом селе Лакоба (подтверждается Адилей Аббас-оглы).
Был арестован и младший брат Лакобы — Михаил (заместитель наркома внутренних дел Абхазии); впоследствии расстрелян. Вскоре были репрессированы супруга Нестора Лакоба — Сария Лакоба (Джих-оглы) и их четырнадцатилетний сын Рауф, а также все близкие родственники Нестора и Сарии. Рауф был расстрелян в Бутырской тюрьме 28 июля 1941 года. Сестра Сарии, её младший брат и жена старшего брата пережили лагеря, Сталина, Берию и рассказали о судьбе семьи Лакобы.
Жена брата супруги Нестора Лакобы — Адиле Аббас-оглы вспоминала: «Бывая в Турции, Лакоба нашёл документы, разоблачающие связи Берии с иностранной разведкой. Такие разговоры я слышала у нас в доме. Так мне Сария говорила накануне своего ареста».
Как отмечает американский советолог Даррел Слайдер (англ. Darrel Slider), «спустя год после загадочной смерти Лакобы», в 1937 году «Берия организовал чистку среди официальных лиц, обвиняя их в том, что они готовили заговор с целью убийства Сталина».
Реабилитирован посмертно.

## Память
Памятники Лакобе находятся в Сухуме и Гудауте; названы улицы в его честь в Сухуме, Гагре, Новом Афоне, Цандрыпше и Гудауте.
Убийству Нестора Лакобы и судьбе его вдовы Семён Липкин посвятил свою поэму «Нестор и Сария» (1962). О Лакобе снят документальный фильм «Не могу забыть» (2011, режиссёр Эсма Апсны). В кинофильме «Пиры Валтасара, или Ночь со Сталиным» (1989, режиссёр Ю. Кара по повести Фазиля Искандера) роль Нестора Лакоба сыграл Алексей Сафонов. 
В 2018 году Банк Абхазии выпустил памятную серебряную монету из серии «Выдающиеся личности Абхазии» номиналом 10 апсаров, посвящённую Нестору Лакобе. Тираж монеты — 300 экземпляров.